# Phyllachora ruizii
Phyllachora ruizii är en svampart som beskrevs av Chardón 1934. Phyllachora ruizii ingår i släktet Phyllachora och familjen Phyllachoraceae.   Inga underarter finns listade i Catalogue of Life.